# Кода, Массимо
Массимо Кода (итал. Massimo Coda; 10 ноября 1988 года, Кава-де-Тиррени) — итальянский футболист, нападающий клуба «Сампдория».

## Клубная карьера
Массимо Кода начинал свою карьеру футболиста в клубе «Кавезе». В 2005 году, в возрасте 16 лет, он стал игроком команды швейцарской Челлендж-лиги «Беллинцона». Затем Кода был футболистом итальянских клубов «Чиско Рома», «Тревизо», «Кротоне» и «Болонья», но появлялся на поле в официальных матчах лишь изредка.
В 2008 году Массимо Кода перешёл в «Кремонезе», за который играл регулярно в Лиге Про на протяжении следующих трёх лет. Впоследствии он также представлял «Сиракузу» и «Сан-Марино».
Летом 2013 года Кода стал игроком «Пармы», но тогда же был отдан в аренду на год словенской «Горице». С 18 забитыми голами он занял второе место в списке лучших бомбардиров словенской Первой лиги 2013/14. 31 августа 2014 года Кода дебютировал в итальянской Серии А, выйдя на замену в конце гостевого поединка против «Чезены». 21 сентября того же года он забил свой первый гол в главной итальянской лиге, выведя свою команду вперёд в счёте в гостевом матче с командой «Кьево Верона».
После банкротства «Пармы» Кода подписал трёхлетний контракт с клубом Серии B «Салернитана» в конце лета 2015 года, за который он регулярно забивал на протяжении следующих двух сезонов. 1 июля 2017 года Кода перешёл в стан новичка Серии А «Беневенто». Провёл в клубе три сезона, забив 34 гола в 95 матчах.
В августе 2020 года присоединился к клубу «Лечче». В сезоне 20/21 Массимо забил 22 мяча и стал лучшим бомбардиром лиги (первый игрок в истории «Лечче», кому покорилось это достижение в Серии B. В полуфинале плей-офф за выход в Серию А «жёлто-красные» уступили «Венеции» по сумме двух матчей со счётом 1:2. В следующем сезоне Кода вновь стал лучшим бомбардиром и помог клубу достичь повышения в классе.
Однако следующий сезон он вновь начал в Серии B, 30 июня 2022 подписав контракт с «Дженоа». Дебют за клуб состоялся 8 августа в домашнем матче 1/32 кубка Италии против «Беневенто», в котором Массимо забил с пенальти. 3 сентября он отметился первым мячом в чемпионате, снова забив с пенальти в домашнем матче против «Пармы» (3:3). 22 октября 2022 оформил свой первый дубль за «грифонов» в выездном матче против «Тернаны» (1:2).

## Достижения
«Лечче»
- Лучший бомбардир Серии B: 2020/21, 2021/22
- Победитель Серии B: 2021/22

«Горица»
- Обладатель кубка Словении: 2014

«Беневенто»
- Победитель Серии B: 2019/20